# Feel (faithの曲)
「Feel」（フィール）は、日本の音楽ユニットfaithのメジャー4枚目のシングルである。2006年8月2日発売。発売元はキングレコード。

## 概要
- PV監督は伊藤克成。

## 収録曲
1. Feel[5:09]
作詞・作曲：Jam／編曲：faith
2. Sparkle[3:57]
作詞・作曲：Jam／編曲：faith
3. 2girls 〜in the sepiatone〜(classical ver.)[5:20]
4. Feel(Instrumental)[5:04]

## 収録アルバム
- オリジナル『INVENTION』（2007年3月7日）
- リミックス『Classical Mixes+Movies』（2007年7月11日）
※classical ver.
- ベスト『faithful BEST』（2009年2月11日）